# Centro de Estudios de Temas Contemporáneos
El Centro de Estudios de Temas Contemporáneos (CETC) es una unidad dedicada al análisis y al debate (think tank) con sede en la Vía Layetana, 14 de Barcelona. Nació el año 1989 impulsando una tarea de referencia obligada en el mundo académico, social e institucional catalán. Actualmente, forma parte de la Dirección General de Análisis y Planificación Estratégica del Departamento de Acción Exterior, Relaciones Institucionales y Transparencia de la Generalidad de Cataluña.
Sus directores han sido: Jaume Lorés (1989 - 1998), Àngel Castiñeira (1998 - 2004), Jaume Renyer (2004 - 2005), Enric Pujol (2005 - 2006), Joaquim Albareda (2006), Alfred Bosch (2007 - 2010), Ferran Sáez Mateu (2011 - 2015), Quim Torra (2016 - 2017), Pere Almeda Samaranch (2017-2021), Manuel Manonelles (2021-2022) y Pau Mas (2023-2024). Actualmente el director es Francisco Javier Sánchez Cano, desde septiembre de 2024.
El centro analiza los principales retos y debates globales a partir de los monográficos de Idees, la revista de pensamiento contemporáneo que edita desde el año 1999. También organitza actos y conferencias. El último monográfico, publicado en marzo de 2019 en formato digital, está centrado en el futuro del proyecto europeo.
El CETC pertenece al Gobierno de Cataluña y según el artículo 33 del Decreto 83/2019, de 24 de abril, de reestructuración del Departamento de Acción Exterior, Relaciones Institucionales y Transparencia, le corresponden las siguientes funciones: 
- Estudiar, diagnosticar y evaluar, especialmente desde el prisma de las relaciones internacionales, los hechos, los acontecimientos y las tendencias del entorno contemporáneo que afectan a la realidad catalana y universal, especialmente los relacionados con el análisis y prospectiva de los campos tecnoeconómico, sociopolítico, de género, ético, ideológico, cultural, espiritual, del pensamiento y de los valores, así como las repercusiones que se deriven para la definición de las políticas del departamento responsable de la acción exterior.
- Impulsar, coordinar y apoyar la organización de actividades y publicaciones relacionadas con los diferentes campos descritos en el punto anterior.
- Colaborar con y asesorar a los diferentes departamentos del Gobierno de la Generalitat en la organización de seminarios, jornadas, congresos y conferencias vinculados al ámbito de las funciones propias del Centro.
- Crear espacios de debate abiertos y plurales para el análisis de la realidad sociopolítica y de pensamiento actual.
- Impulsar una red de pensamiento contemporáneo en Cataluña conjuntamente con las instituciones y centros existentes y participar, colaborar y asesorar a otros think tanks y centros análogos de todo el mundo.
- Identificar e impulsar la participación del Gobierno de la Generalitat y de los diferentes actores relevantes en las diferentes materias en Cataluña en los foros y debates internacionales y dar a conocer los principales debates internacionales en Cataluña a través de las actividades propias del Centro.
- Coordinar la difusión de los informes y los resultados de las búsquedas en todos los formatos disponibles, y especialmente mediante la revista editada por el Centro.

El CETC dispone de un equipo que coordina los trabajos de investigación, las publicaciones y demás actividades. 